# NATO
Tổ chức Hiệp ước Bắc Đại Tây Dương (tiếng Anh: North Atlantic Treaty Organization, NATO; tiếng Pháp: Organisation du traité de l'Atlantique nord, OTAN) là một liên minh quân sự dựa trên Hiệp ước Bắc Đại Tây Dương được ký kết vào ngày 4 tháng 4 năm 1949 bao gồm Mỹ, Canada và một số nước ở châu Âu (các nước hai bên bờ Đại Tây Dương).
Mục đích thành lập của NATO là để ngăn chặn sự phát triển ảnh hưởng của chủ nghĩa cộng sản và Liên Xô lúc đó đang trên đà phát triển rất mạnh ở châu Âu. Việc thành lập NATO lại dẫn đến việc các nước cộng sản thành lập Khối Warszawa để làm đối trọng. Sự kình địch và chạy đua vũ trang của hai khối quân sự đối địch này là cuộc đối đầu chính của Chiến tranh Lạnh trong nửa cuối thế kỷ 20.
Những năm đầu tiên thành lập, NATO chỉ là một liên minh chính trị. Tuy nhiên, do cuộc Chiến tranh Triều Tiên tác động, một tổ chức quân sự hợp nhất đã được thành lập. Nghi ngờ rằng liên kết của các nước châu Âu và Mỹ yếu đi cũng như khả năng phòng thủ của NATO trước khả năng mở rộng của Liên Xô, Pháp rút khỏi Bộ Chỉ huy quân sự của NATO (không rút khỏi NATO) năm 1966. Năm 2009, với số phiếu áp đảo của quốc hội dưới sự lãnh đạo của chính phủ của Tổng thống Nicolas Sarkozy, Pháp quay trở lại NATO.
Sau khi Bức tường Berlin sụp đổ vào năm 1989, Khối Warszawa tan rã nhưng NATO không giải tán mà tiếp tục tham gia vào các cuộc chiến tranh tấn công những nước khác, như cuộc phân chia Nam Tư, và lần đầu tiên can thiệp quân sự tại Bosna và Hercegovina từ năm 1992 tới năm 1995 và sau đó đã oanh tạc Serbia vào năm 1999 trong cuộc nội chiến ở Kosovo. Tổ chức ngoài ra có những quan hệ tốt hơn với những nước thuộc khối đối đầu trước đây trong đó nhiều nước từng thuộc Khối Warszawa đã gia nhập NATO từ năm 1999 đến 2004. Ngày 1 tháng 4 năm 2009, số thành viên lên đến 28 với sự gia nhập của Albania và Croatia. Đến năm 2024 thì số lượng thành viên của NATO là 32 quốc gia sau khi Thụy Điển chính thức tham gia tổ chức này vào tháng 3 năm 2024. Từ sau sự kiện 11 tháng 9 năm 2001, NATO tập trung vào những thách thức mới, liên quan đến việc chống lại chủ nghĩa khủng bố, cực đoan. Trong đó có các chiến dịch can thiệp quân sự tại Afghanistan, Iraq và Libya.

## Lịch sử

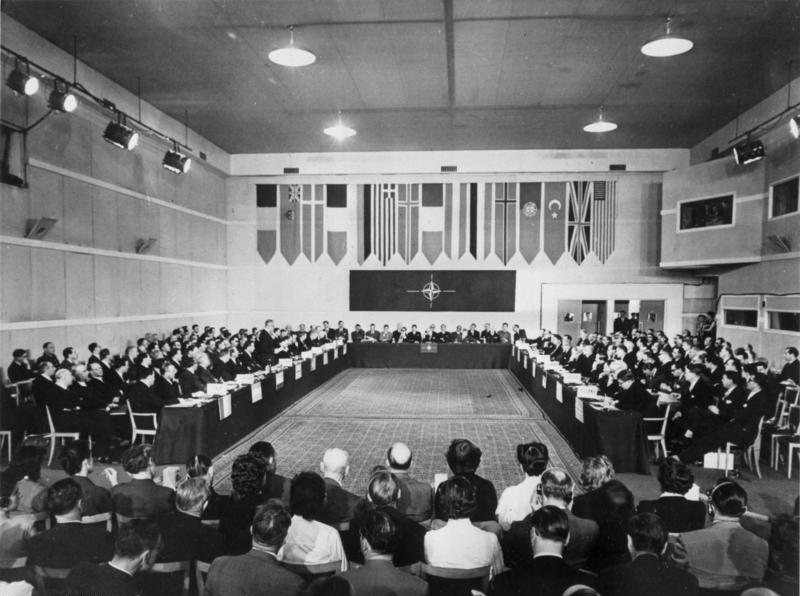
Tây Đức gia nhập NATO vào năm 1955, dẫn đến sự hình thành Hiệp ước Warsaw, đối thủ của NATO trong Chiến tranh Lạnh.

Bộ chỉ huy đồng minh châu Âu

Hiệp ước Brussels là một hiệp ước bảo vệ lẫn nhau giữa các nước Tây Âu để chống lại mối đe dọa ngày càng tăng từ Liên Xô vào đầu Chiến tranh Lạnh. Nó được ký kết vào ngày 17 tháng 3 năm 1948 bởi Bỉ, Hà Lan, Luxembourg, Pháp và Vương quốc Anh. Đó là tiền thân của NATO. Mối đe dọa từ Liên Xô trở nên thực sự đáng lo ngại sau vụ phong tỏa Berlin năm 1948, dẫn đến việc thành lập một tổ chức quốc phòng đa quốc gia giữa các nước Tây Âu, Tổ chức Quốc phòng Liên hiệp Phương Tây, vào tháng 9 năm 1948. Tuy nhiên, các nước thành viên của tổ chức lúc đó quá yếu về quân sự để có thể chống lại Lực lượng Vũ trang Liên Xô. Bên cạnh đó, tại Tiệp Khắc vào năm 1948 một cuộc đảo chính của những người cộng sản đã diễn ra thành công và Ngoại trưởng Anh Ernest Bevin tin rằng cách tốt nhất để ngăn chặn các quốc gia khác rơi vào tình trạng như Tiệp Khắc đó là phát triển một chiến lược quân sự giữa các nước phương Tây. Ông có một buổi điều trần tiếp nhận tại Hoa Kỳ, đặc biệt là xem xét sự lo lắng của Mỹ đối với Ý và Đảng Cộng sản Ý.
Năm 1948, các nhà lãnh đạo châu Âu đã gặp các quan chức quốc phòng, quân sự và ngoại giao Mỹ tại Lầu Năm Góc, dưới sự chủ trì của Bộ trưởng Bộ Ngoại giao Mỹ George C. Marshall để đàm phán về một liên minh quân sự mới giữa các nước Phương Tây. Hiệp ước Bắc Đại Tây Dương, được ký bởi Tổng thống Mỹ Harry S. Truman tại Washington vào ngày 4 tháng 4 năm 1949, đánh dấu sự thành lập của NATO. Vào ngày mới được thành lập, NATO bao gồm năm quốc gia thuộc Hiệp ước Brussels cộng với Hoa Kỳ, Canada, Bồ Đào Nha, Ý, Na Uy, Đan Mạch và Iceland.
Các thành viên tham gia Hiệp ước cam kết rằng bất cứ cuộc tấn công vũ trang nào chống lại một trong số họ ở châu Âu hoặc Bắc Mỹ sẽ được coi là một cuộc tấn công chống lại tất cả các thành viên còn lại trong khối. Do đó, họ thỏa thuận với nhau rằng, nếu một cuộc tấn công vũ trang xảy ra, tất cả các nước thành viên còn lại, sẽ có trách nhiệm giúp đỡ thành viên bị tấn công, bao gồm cả việc sử dụng vũ trang, để khôi phục và duy trì an ninh của khu vực Bắc Đại Tây Dương.
Sự ổn định chính trị đã dần dần khôi phục nền kinh tế Tây Âu và sự tăng trưởng kinh tế thần kỳ sau chiến tranh đã bắt đầu. Những năm tiếp theo, NATO đã có thêm những thành viên mới: Hy Lạp và Thổ Nhĩ Kỳ vào năm 1952, và Tây Đức vào năm 1955. Để phản ứng trước sự gia nhập NATO của Tây Đức, Liên bang Xô viết và các quốc gia Đông Âu vệ tinh đã thành lập Tổ chức Hiệp ước Warsaw năm 1955. Chiến tranh Lạnh bao trùm toàn châu Âu.

## Các thành viên NATO

### Thành viên sáng lập
- Mỹ
- Anh
- Pháp
- Bỉ
- Bồ Đào Nha
- Canada
- Đan Mạch
- Hà Lan
- Iceland
- Luxembourg
- Na Uy
- Ý

Ba thành viên của NATO là thành viên thường trực của Hội đồng Bảo an Liên Hợp Quốc với quyền phủ quyết và là các nước sở hữu vũ khí hạt nhân: Mỹ, Pháp và Anh. Trụ sở chính của NATO đặt tại Brussels, Bỉ,, nơi Supreme Allied Commander tọa lạc. Bỉ là một trong 29 quốc gia thành viên NATO tại Bắc Mỹ và châu Âu, và mới nhất trong số các thành viên là các nước Albania và Croatia, tham gia vào tháng 4 năm 2009. Một 22 quốc gia khác tham gia với tư cách đối tác quan hệ của NATO trong chương trình Hòa bình, và 15 quốc gia khác tham gia vào các chương trình đối thoại thể chế hóa. Chi phí quân sự của NATO chiếm 70% chi phí quân sự thế giới, riêng Mỹ chiếm khoảng 50%, Anh, Pháp, Đức và Ý gộp lại chiếm 15% chi phí quân sự thế giới. Chi phí của các thành viên NATO dự tính là 2% GDP.

### Thành viên trong Chiến tranh Lạnh
- Thổ Nhĩ Kỳ (18 tháng 2 năm 1952)
- Hy Lạp (18 tháng 2 năm 1952)
- CHLB Đức (9 tháng 5 năm 1955)
- Tây Ban Nha (30 tháng 5 năm 1982)

### Thành viên Đông Âu sau Chiến tranh Lạnh
- Ba Lan (12 tháng 3 năm 1999)
- Cộng hoà Séc (12 tháng 3 năm 1999)
- Hungary (12 tháng 3 năm 1999)
- Bulgaria (29 tháng 3 năm 2004)
- Estonia (29 tháng 3 năm 2004)
- Latvia (29 tháng 3 năm 2004)
- Litva (29 tháng 3 năm 2004)
- Romania (29 tháng 3 năm 2004)
- Slovakia (29 tháng 3 năm 2004)
- Slovenia (29 tháng 3 năm 2004)
- Croatia (1 tháng 4 năm 2009)
- Albania (1 tháng 4 năm 2009)
- Montenegro (5 tháng 6 năm 2017)
- Bắc Macedonia (27 tháng 3 năm 2020)

### Thành viên Bắc Âu
- Phần Lan (4 tháng 4 năm 2023)
- Thụy Điển (7 tháng 3 năm 2024)

Hy Lạp và Thổ Nhĩ Kỳ gia nhập tổ chức vào tháng 2 năm 1952. Năm 1955, Cộng hoà Liên bang Đức (lúc đó chỉ có phần Tây Đức) gia nhập, năm 1990 nước Đức thống nhất mở rộng tư cách thành viên cho vùng lãnh thổ Đông Đức tức Cộng hoà Dân chủ Đức cũ. Tây Ban Nha gia nhập ngày 30 tháng 5 năm 1982. Năm 1999, 3 nước thành viên khối Warszawa cũ gia nhập NATO là Ba Lan, Cộng hoà Séc và Hungary.
Pháp là một thành viên NATO, nhưng năm 1966 đã rút khỏi bộ chỉ huy quân sự. Sau đó tổng hành dinh NATO chuyển từ Paris đến Bruxelles. Tháng 4 năm 2009, Pháp quay trở lại bộ chỉ huy quân sự NATO, trở thành thành viên đầy đủ, chấm dứt 43 năm vắng bóng. Iceland là thành viên duy nhất của NATO không có quân đội riêng, vì thế lực lượng Quân đội Hoa Kỳ thường trực tại Iceland đảm nhiệm vai trò Lực lượng Phòng vệ Iceland.
Ngày 29 tháng 3 năm 2004, Slovenia, Slovakia, các nước khối Warszawa cũ gồm Bulgaria, Romania, các nước vùng Baltic thuộc Liên Xô trước đây là Estonia, Latvia và Litva chính thức gia nhập NATO. Tháng 4 cùng năm, các nước này lần đầu tiên dự họp hội đồng NATO.
Ngày 1 tháng 4 năm 2009, Croatia và Albania chính thức được kết nạp vào NATO sau 1 năm nộp đơn xin gia nhập. Montenegro trở thành thành viên thứ 29 của NATO vào năm 2017.
Ngày 27 tháng 3 năm 2020, Bắc Macedonia trở thành thành viên thứ 30 của NATO.
Ngày 4 tháng 4 năm 2023, Phần Lan trở thành thành viên thứ 31 của NATO.
Ngày 7 tháng 3 năm 2024, Thụy Điển trở thành thành viên thứ 32 của NATO.
Ngoài ra, NATO còn có chương trình hành động thành viên (MAP). Hiện tại MAP gồm Gruzia, Ukraina và Bosnia-Herzegovina.

### Bản đồ lớn
| A map of Europe with countries in blue, cyan, orange, and yellow based on their NATO affiliation. | A world map with countries in blue, cyan, orange, yellow, purple, and green, based on their NATO affiliation. |                              |                              |                                                                                                  |                                                                                                  | | |                                                                   |                                                                   |                                                                 |                                                                 | | | |
| \| \| Thành viên NATO \| \| Đã nộp đơn gia nhập \| \| Chương trình hành động cộng tác riêng lẻ \| \| Đối tác hòa bình \| \| Đối thoại Địa Trung Hải \| \| Sáng kiến Hợp tác Istanbul \| \| Đối tác toàn cầu \| \| \| Albania · Bắc Macedonia · Bỉ · Bulgaria · Canada · Croatia · Cộng hòa Séc · Đan Mạch · Estonia · Pháp · Đức · Hy Lạp · Hungary · Iceland · Italia · Latvia · Litva · Luxembourg · Montenegro · Hà Lan · Na Uy · Ba Lan · Bồ Đào Nha · România · Slovakia · Slovenia · Tây Ban Nha · Thổ Nhĩ Kỳ · Vương quốc Liên hiệp Anh và Bắc Ireland · Mỹ · Phần Lan · Thụy Điển \| Albania · Bắc Macedonia · Bỉ · Bulgaria · Canada · Croatia · Cộng hòa Séc · Đan Mạch · Estonia · Pháp · Đức · Hy Lạp · Hungary · Iceland · Italia · Latvia · Litva · Luxembourg · Montenegro · Hà Lan · Na Uy · Ba Lan · Bồ Đào Nha · România · Slovakia · Slovenia · Tây Ban Nha · Thổ Nhĩ Kỳ · Vương quốc Liên hiệp Anh và Bắc Ireland · Mỹ · Phần Lan · Thụy Điển \| Bosnia-Herzegovina · Ukraina \| Bosnia-Herzegovina · Ukraina \| Armenia · Azerbaijan · Bosnia-Herzegovina · Gruzia · Kazakhstan · Moldova · Montenegro · Ukraina \| Armenia · Azerbaijan · Bosnia-Herzegovina · Gruzia · Kazakhstan · Moldova · Montenegro · Ukraina \| Armenia · Áo · Azerbaijan · Belarus · Bosnia · Gruzia · Ireland · Kazakhstan · Kyrgyzstan · Macedonia · Malta · Moldova · Montenegro · Serbia · Thụy Điển · Thụy Sĩ · Tajikistan · Turkmenistan · Ukraina · Uzbekistan \| Armenia · Áo · Azerbaijan · Belarus · Bosnia · Gruzia · Ireland · Kazakhstan · Kyrgyzstan · Macedonia · Malta · Moldova · Montenegro · Serbia · Thụy Điển · Thụy Sĩ · Tajikistan · Turkmenistan · Ukraina · Uzbekistan \| Algérie · Ai Cập · Israel · Jordan · Mauritanie · Maroc · Tunisia \| Algérie · Ai Cập · Israel · Jordan · Mauritanie · Maroc · Tunisia \| Bahrain · Kuwait · Qatar · Các Tiểu vương quốc Ả Rập Thống nhất \| Bahrain · Kuwait · Qatar · Các Tiểu vương quốc Ả Rập Thống nhất \| Afghanistan · Australia · Colombia · Iraq · Nhật Bản · Mông Cổ · Pakistan · New Zealand · Hàn Quốc \| Afghanistan · Australia · Colombia · Iraq · Nhật Bản · Mông Cổ · Pakistan · New Zealand · Hàn Quốc \| Afghanistan · Australia · Colombia · Iraq · Nhật Bản · Mông Cổ · Pakistan · New Zealand · Hàn Quốc \| | |                              |                              |                                                                                                  |                                                                                                  | | |                                                                   |                                                                   |                                                                 |                                                                 | | | |
| | Thành viên NATO |                              | Đã nộp đơn gia nhập          |                                                                                                  | Chương trình hành động cộng tác riêng lẻ                                                         | | Đối tác hòa bình |                                                                   | Đối thoại Địa Trung Hải                                           |                                                                 | Sáng kiến Hợp tác Istanbul                                      | | Đối tác toàn cầu                                                                                   | |
| Albania · Bắc Macedonia · Bỉ · Bulgaria · Canada · Croatia · Cộng hòa Séc · Đan Mạch · Estonia · Pháp · Đức · Hy Lạp · Hungary · Iceland · Italia · Latvia · Litva · Luxembourg · Montenegro · Hà Lan · Na Uy · Ba Lan · Bồ Đào Nha · România · Slovakia · Slovenia · Tây Ban Nha · Thổ Nhĩ Kỳ · Vương quốc Liên hiệp Anh và Bắc Ireland · Mỹ · Phần Lan · Thụy Điển | Albania · Bắc Macedonia · Bỉ · Bulgaria · Canada · Croatia · Cộng hòa Séc · Đan Mạch · Estonia · Pháp · Đức · Hy Lạp · Hungary · Iceland · Italia · Latvia · Litva · Luxembourg · Montenegro · Hà Lan · Na Uy · Ba Lan · Bồ Đào Nha · România · Slovakia · Slovenia · Tây Ban Nha · Thổ Nhĩ Kỳ · Vương quốc Liên hiệp Anh và Bắc Ireland · Mỹ · Phần Lan · Thụy Điển | Bosnia-Herzegovina · Ukraina | Bosnia-Herzegovina · Ukraina | Armenia · Azerbaijan · Bosnia-Herzegovina · Gruzia · Kazakhstan · Moldova · Montenegro · Ukraina | Armenia · Azerbaijan · Bosnia-Herzegovina · Gruzia · Kazakhstan · Moldova · Montenegro · Ukraina | Armenia · Áo · Azerbaijan · Belarus · Bosnia · Gruzia · Ireland · Kazakhstan · Kyrgyzstan · Macedonia · Malta · Moldova · Montenegro · Serbia · Thụy Điển · Thụy Sĩ · Tajikistan · Turkmenistan · Ukraina · Uzbekistan | Armenia · Áo · Azerbaijan · Belarus · Bosnia · Gruzia · Ireland · Kazakhstan · Kyrgyzstan · Macedonia · Malta · Moldova · Montenegro · Serbia · Thụy Điển · Thụy Sĩ · Tajikistan · Turkmenistan · Ukraina · Uzbekistan | Algérie · Ai Cập · Israel · Jordan · Mauritanie · Maroc · Tunisia | Algérie · Ai Cập · Israel · Jordan · Mauritanie · Maroc · Tunisia | Bahrain · Kuwait · Qatar · Các Tiểu vương quốc Ả Rập Thống nhất | Bahrain · Kuwait · Qatar · Các Tiểu vương quốc Ả Rập Thống nhất | Afghanistan · Australia · Colombia · Iraq · Nhật Bản · Mông Cổ · Pakistan · New Zealand · Hàn Quốc | Afghanistan · Australia · Colombia · Iraq · Nhật Bản · Mông Cổ · Pakistan · New Zealand · Hàn Quốc | Afghanistan · Australia · Colombia · Iraq · Nhật Bản · Mông Cổ · Pakistan · New Zealand · Hàn Quốc |

## Quan hệ Nga-NATO
Theo NATO, trong hơn hai thập kỷ, NATO đã cố gắng xây dựng quan hệ đối tác với Nga, đối thoại và hợp tác với Nga trong các lĩnh vực hai bên cùng có lợi. Tuy nhiên quan hệ này bị rạn nứt khi NATO cáo buộc Nga can thiệp quân sự vào Ukraina nhưng NATO vẫn giữ các kênh đối thoại chính trị và quân sự với Nga. NATO tiếp tục quan tâm đến các hoạt động quân sự của Nga sau sự kiện Ukraina. Về phần mình, Nga cũng cáo buộc khủng hoảng tại Ukraina năm 2014 là do NATO gây ra khi không giữ vững các cam kết trước đó với Nga cũng như đã tiến hành lật đổ chính quyền hợp pháp tại đây bằng đảo chính. Trên thực tế, Nga và NATO luôn tồn tại rất nhiều bất đồng.
Theo Học thuyết quân sự Liên bang Nga, Lực lượng Vũ trang Liên bang Nga được tổ chức theo nguyên tắc phòng thủ, không đe dọa sử dụng vũ lực và ngăn chặn xung đột nhằm bảo vệ hòa bình và các lợi ích quốc gia của Nga, các đồng minh (bao gồm các lợi ích của công dân, xã hội và nhà nước) khi các biện pháp chính trị, kinh tế, ngoại giao, pháp lý và các biện pháp phi bạo lực khác không có tác dụng. Trong Học thuyết quân sự, Nga coi việc NATO sử dụng năng lực tiềm tàng của mình để vi phạm luật pháp quốc tế thông qua quá trình bành trướng là một mối đe dọa quân sự đối với Nga ngang hàng với các nguy cơ về gây mất ổn định nội bộ của các quốc gia, khu vực, thế giới; triển khai quân đột xuất ở các quốc gia có biên giới tiếp giáp với Nga hoặc biên giới tiếp giáp với đồng minh của Nga; các hệ thống phòng thủ và tấn công gây mất cân bằng hạt nhân chiến lược toàn cầu; sự phổ biến vũ khí hủy diệt hàng loạt; sử dụng lực lượng vũ trang không theo luật pháp quốc tế và hiến chương Liên Hợp Quốc; thành lập những chính phủ chống Nga và đồng minh mà không thông qua bầu cử hợp pháp tại các quốc gia láng giềng của Nga và đồng minh; chủ nghĩa khủng bố và lợi dụng chống khủng bố để gây phương hại cho Nga và đồng minh...Chính sách đối ngoại của Nga với NATO là đối thoại trên cơ sở bình đẳng, tôn trọng lẫn nhau nhằm xây dựng nền an ninh với nền tảng không liên kết và có tính tập thể (collective non-aligned), Nga và NATO cùng nhau củng cố vai trò của Tổ chức An ninh và Hợp tác Châu Âu (OSCE).

### Chính sách Đông tiến của NATO và sự lo ngại của Nga
Chính sách kết nạp các thành viên cũ trong khối Xã hội chủ nghĩa tại Đông Âu và các nước thuộc không gian hậu Xô viết bị Nga lên án là hành động vi phạm Hiệp ước Các Lực lượng Vũ trang Thông thường ở châu Âu (CFE) khi Hiệp định này nghiêm cấm các thành viên cũ trong khối Xã hội chủ nghĩa tại Đông Âu và các nước thuộc không gian hậu Xô viết gia nhập NATO. Bên cạnh đó Nga cũng cáo buộc NATO không giữ đúng cam kết về duy trì mức trần về số lượng vũ khí thông thường. Việc NATO mở rộng về phía Đông là một trong các nguyên nhân gây ra cuộc khủng hoảng chính trị tại Ukraina. Về cơ bản, NATO mở rộng về phía Đông đã tái khẳng định địa vị lãnh đạo toàn cầu của Mỹ, không gian an ninh và không gian sinh tồn của Nga dần bị thu hẹp, bố cục an ninh địa chính trị của châu Âu thay đổi đáng kể.
Hoa Kỳ chủ trương duy trì NATO và thúc đẩy chính sách Đông tiến của NATO, biến đây trở thành lý do để NATO tồn tại sau Chiến tranh Lạnh. Nga tuy thừa kế vị thế pháp lý của Liên Xô nhưng không thể hùng mạnh một cách toàn diện như Liên Xô trước kia. Tuy nhiên, Nga vẫn là một cường quốc ở châu Âu và chính sách Đông tiến của NATO là để kiềm chế Nga.
Sau khi Chiến tranh Lạnh kết thúc, NATO tiến hành 3 đợt Đông tiến. Ngay trong lần mở rộng đầu tiên, biên giới NATO đã được mở về phía Đông thêm 900 km, quân số tăng thêm 13 Sư đoàn, tiếp nhận toàn bộ vũ khí-khí tài các thành viên mới và Đông Đức. Điều này khiến cho cán cân Nga-NATO mất cân bằng nghiêm trọng. Tổng quân số NATO gần 5 triệu quân (chưa tính quân số của Hoa Kỳ và các nước ngoài châu Âu), trong khi đó Nga có 3,2 triệu. ngày 27/5/1997 đã ký kết "Văn kiện cơ bản về quan hệ, hợp tác và an ninh giữa Nga với NATO". Trong văn kiện, NATO cam kết sẽ để Nga có quyền phát ngôn ở mức độ nhất định đối với các sự vụ của NATO. Hơn nữa NATO bảo đảm không bố trí vũ khí hạt nhân trong lãnh thổ các nước thành viên mới..
Chính sách Đông tiến đã xâm phạm đến sân sau của Nga và đe dọa đến lợi ích chiến lược cốt lõi của nước này, một điều mà Tổng thống Nga Vladimir Putin đã nhấn mạnh và lặp lại nhiều lần. Tổng thống Boris Yeltsin đã nói: "Đây là dấu hiệu đầu tiên về điều có thể xảy ra khi NATO tiến gần đến biên giới của Liên bang Nga. ... Ngọn lửa chiến tranh có thể bùng cháy và trải khắp châu Âu" khi NATO mở rộng lần thứ nhất sau chiến tranh Lạnh. Ngoại trưởng Nga Lavrov đã công bố các tài liệu chứng minh rằng NATO từng hứa với Liên Xô và Nga rằng NATO không bao giờ mở rộng về phía Đông.

### Hệ thống phòng thủ tên lửa của NATO tại Đông Âu và sự lo ngại của Nga
Bên cạnh chính sách Đông tiến, hệ thống phòng thủ tên lửa của NATO tại Đông Âu cũng bị Nga coi là một trong những mối đe dọa khác. Mặc dù NATO tuyên bố hệ thống này làm nhằm chống lại các mối đe dọa từ Iran nhưng Nga cho rằng sự thiếu cân bằng trong việc triển khai lực lượng giữa Đông Âu-Địa Trung Hải là minh chứng cho sự bao vây Nga. Bên cạnh đó, việc Iran không có khả năng tấn công châu Âu nên thực tế hệ thống này là để kiềm chế Nga. Năm 2001, Chính quyền của Tổng thống Mỹ G. W. Bush đã đơn phương tuyên bố rút khỏi Hiệp ước chống tên lửa đạn đạo (ABM), mà Mỹ và Liên Xô đã ký kết năm 1972 để xây dựng hệ thống này khiến Nga cực kỳ lo ngại khi Hiệp ước này là nền tảng để hai bên duy trì thế cân bằng lực lượng..
Để đáp trả, Nga đã lên kế hoạch việc nâng cấp khả năng tấn công bằng tên lửa của mình, trong đó có kế hoạch triển khai tên lửa đạn đạo chiến thuật 9K720 Iskander tại Kaliningrad, Krashnodar (Nga) và Belarus.
Ngày 13/05/2015, Nga đã phản ứng gay gắt khi Hoa Kỳ đưa hệ thống phòng thủ tên lửa ở Đông Âu chính thức đi vào hoạt động. Hệ thống này trị giá 800 triệu USD. Ngoài ra Nga cũng thành lập 3 sư đoàn mới tại miền Tây nước này để làm đối trọng với NATO
Phát ngôn viên điện Kremlin Dmitri S. Peskov nói rằng: "Ngay từ đầu, các chuyên gia quân sự của Nga đã bị thuyết phục rằng hệ thống tên lửa này tạo ra một mối đe dọa lớn với Liên bang Nga"

## NATO và kế hoạch thành lập quân đội riêng của Liên minh châu Âu
Hiện tại, để khắc phục những nhược điểm của NATO cũng như để độc lập hơn với Hoa Kỳ trong chính sách đối ngoại và phòng thủ, Liên minh châu Âu đã đưa ra đề xuất thành lập một quân đội riêng của các nước trong khối. Cả ông Jean-Claude Juncker – Chủ tịch Ủy ban châu Âu – lẫn bà Federica Mogherini – Cao ủy Liên minh Châu Âu về Đối ngoại (tương đương Ngoại trưởng của khối) đều ủng hộ kế hoạch này. Tiến trình này trước đây bị Anh phản đối do lo ngại lực lượng vũ trang này sẽ cạnh tranh với NATO. Theo Anh, kế hoạch này sẽ làm hỏng chính sách phòng thủ của EU. Tuy nhiên, từ sau khi Anh rời EU, kế hoạch này lại được nối lại. Việc thành lập lực lượng vũ trang riêng của EU rất được Đức, Pháp, hai nước chủ chốt trong khối, ủng hộ. Về phía Hoa Kỳ, việc thành lập quân quân đội EU sẽ khiến nước này giảm bớt chi phí dành cho các nước đồng minh ở châu Âu thông qua NATO, không phải can thiệp vào những công việc của riêng châu Âu, nhưng ít có ảnh hưởng tới lợi ích của Hoa Kỳ như những sự việc ở Balkan. Việc bà Mogherini tuyên bố quân đội EU sẽ làm việc độc lập với NATO đã làm gia tăng lo ngại rằng quân đội EU sẽ thay thế vai trò của NATO ở châu Âu. Hungary, Italia và Séc đều ủng hộ kế hoạch này. Tờ Người Bảo vệ của Anh cho rằng Hoa Kỳ sẽ ủng hộ việc thành lập quân đội này nếu nó giải quyết được vấn đề "năng lực quân sự các nước châu Âu ngày càng xuống dốc". Tờ báo này cũng nhấn mạnh rằng hiện tại châu Âu không thiếu một quân đội mà thiếu một cam kết về phòng thủ giữa các nước Châu Âu và xuyên Đại Tây Dương. Ngày 22 tháng 11 năm 2016, Liên minh châu Âu đã đưa ra cam kết quân đội riêng của khối sẽ đi vào hoạt động vào năm 2017. Theo ông Sergey Rastoltsev thuộc Viện Kinh tế Thế giới và Quan hệ Quốc tế Primakov, thuộc Học viện Khoa học Liên bang Nga, quân đội EU có thể khiến quan hệ chính trị-quân sự giữa Nga–EU thêm căng thẳng nhưng trong trường hợp quan hệ Nga–EU được cải thiện, quân đội EU cũng có thể tạo ra nhiều cơ hội hợp tác hơn giữa Nga–EU nếu so với vai trò của NATO do NATO vốn dĩ là một vết tích từ thời Chiến tranh Lạnh và do sự ảnh hưởng của Hoa Kỳ lên quan hệ Nga–EU cũng sẽ bị giảm bớt khi quân đội này không có Hoa Kỳ tham gia như NATO.